# Monestir de Valsamoneron
El monestir de Valsamoneron (en grec Μονή Βαρσαμόνερου o Βαλσαμόνερου) és un monestir de Grècia, a l'illa de Creta, prefectura d'Iràklio, província de Kainourion, que fou construït durant la dominació veneciana, al segle xiv. Les inscripcions més antigues són del 1332. L'ala nord fou la primera que es va construir, i fou dedicada a la Verge Maria; després es va afegir la resta. L'ala sud fou dedicada a Sant Joan el precursor i es va construir vers 1400-1428; l'ala lateral es va dedicar a Sant Phanorios i els seus frescs foren pintats el 1438 pel pintor cretenc Constantinos Ricos. Els frescs del monestir estan ben conservats. El 1947 Nikolaos Platon va supervisar els treballs de restauració: treballs més recents han estat dirigits per M. Borboudakis.